# 1551 az irodalomban
Az 1551. év az irodalomban.

## Új művek
- Marin Držić horvát szerző vígjátéka: Dundo Maroje  (Maroje bácsi).

## Születések
- május 2. – William Camden angol történész, heraldikus († 1623)

## Halálozások
- május 25. – Johannes Aal svájci katolikus pap, drámaíró (* 1500 körül)
- 1551. után – Sylvester János humanista tudós, az első magyar nyelvtan szerkesztője, aki elkészítette az első teljes magyar Újszövetség-fordítást (* 1504 körül)